# Прапор комунізму
«Пра́пор комуні́зму»  / "Києвский вестник"— щоденна газета, орган Київського міського комітету Компартії України і Київської міської Ради народних депутатів. Виходила 6 разів на тиждень (крім понеділка) українською мовою. Заснована 1 січня 1978 року. Редакція знаходилась у Києві на вулиці Артема, 24.
Перейменована у 1990 році постановою бюро Київського міськкому Компартії України, одночасно з переходом на російську мову .
Реєстраційне свідоцтво: КВ № 8737 від 12.05.2004.
Шеф-редактор — Світлана Шмельова, народний депутат України VI скликання, член фракції Комуністичної партії України.
Видання здійснюється російською мовою,  частина матеріалів публікується українською.

### Тематика і напрямок
Газета публікує критику українського націоналізму, критику політики української влади з питань історії(в тому числі перегляду точки зору на Голодомор та роль УПА), підтримує Українську православну церкву Московського патріархату та відома своїм позитивним ставленням до радянського минулого України.

### Розповсюдження
Паперова версія газети розповсюджується виключно за підпискою, підписний індекс 61307. На сайті видання публікуються лише деякі матеріали.
| Тип               | всеукраїнська газета                      |
| Формат            | A2                                        |
| Видавець          | ТОВ «Редакція газети «Киевский вестник»   |
| Головний редактор | Світлана Шмельова,                        |
| Заснована         | 1 января 1978                             |
| Мова              | російська                                 |
| Главный офис      | 04136, Київ-136, вул. Маршала Гречко, 13. |
| Тираж             | 150 000 (лютий 2012)                      |
| Веб-сайт          | kyiv-vestnik.com.ua                       |

### Рубрики
- Новини і аналітичні матеріали на політичні, економічні та історичні теми пропагандистського характеру
- Публікація прорадянських та проросійських фрагментів історичних книг
- Спорт і шахи
- Телепрограма
- Матеріали на тематику
- Матеріали про життя суспільства
- Рубрики "6 соток", "Ескулап", дитяча сторінка "Чомучка", "Сатирична корзинка"
- Художні твори та інші матеріали

Газета безкоштовно виписувалася багатьом ветеранам Києва з цілюю антиукраїнської пропагнади.